# 富浦パーキングエリア
富浦パーキングエリア（とみうらパーキングエリア）は、北海道登別市富浦町にある道央自動車道のパーキングエリアである。

## 施設

### 上り線（長万部・函館方面）
- 管理：東日本高速道路株式会社
- 駐車場[1][2]
  - 大型：9台
  - 小型：22台
  - 身障者用
    - 小型：1台
- トイレ[1][2]
  - 男性：大2（和式1・洋式1）・小5
  - 女性：5　（和式1・洋式4）
  - 身障者用（オストメイト対応）[3]
    - 共用：1
- 自動販売機[1][2]

### 下り線（千歳・札幌方面）
- 管理：東日本高速道路株式会社
- 駐車場[4][5]
  - 大型：9台
  - 小型：22台
  - 身障者用
    - 小型：1台
- トイレ[4][5]
  - 男性：大2（和式1・洋式1）・小5
  - 女性：5　（和式1・洋式4）
  - 身障者用（オストメイト対応）[3]
    - 共用：1
- 自動販売機[4][5]

## 隣
E5 道央自動車道
(17)登別室蘭IC - 富浦PA - (18)登別東IC